# NGC 2592
NGC 2592 est une galaxie elliptique située dans la constellation du Cancer. NGC 2592 a été découverte par l'astronome germano-britannique William Herschel en 1785.

## Caractéristiques
Sa vitesse par rapport au fond diffus cosmologique est de 2 208 ± 17 km/s, ce qui correspond à une distance de Hubble de 32,6 ± 2,3 Mpc (∼106 millions d'al). 
À ce jour, trois mesures non basées sur le décalage vers le rouge (redshift) donnent une distance de 41,000 ± 25,982 Mpc (∼134 millions d'al), ce qui est à l'intérieur des valeurs de la distance de Hubble en raison de l'écart-type très élevé. Notons cependant que c'est avec la valeur moyenne des mesures indépendantes, lorsqu'elles existent, que la base de données NASA/IPAC calcule le diamètre d'une galaxie et qu'en conséquence le diamètre de NGC 2592 pourrait être d'environ 16,1 kpc (∼52 500 al) si on utilisait la distance de Hubble pour le calculer.